# Warren de la Rue
Warren de la Rue, angleški astronom, kemik in izumitelj, * 18. januar 1815, Guernsey, Kanalski otoki, † 19. april 1889, London, Anglija.

## Življenje in delo
Warren de la Rue je bil sin Thomasa De la Ruea, ustanovitelja založniškega podjetja z enakim imenom v Londonu. Warren je študiral na Univerzi v Parizu. Po študiju je začel kot tiskarski podjetnik in iznašel prvi stroj za idelavo ovojnic. V svojem prostem času se je začel ukvarjati s kemijskimi in električnimi raziskavami. Med letoma 1836 in 1848 je objavil več člankov s teh področij. Leta 1840 je zaprl platinasto tuljavo v vakuumsko cev in skozi njo spustil električni tok, ter s tem izdelal prvo žarnico. Njegova žarnica je temeljila na dejstvu da ji je visoko tališče platine dovoljevalo delovati pri visokih temperaturah in da ima izpraznjena cev manj plinskih molekul, ki bi reagirala s platino. Na ta način ji je podaljšal njeno življenjsko dobo. Čeprav je bila žarnica učinkovita, pa je bila cena platine previsoka za komercialno uporabo.
Podobno kot William Bond, je bil med prvimi, ki so fotografirali Luno. Dobil je sliko, ki je bila dovolj ostra, da jo je lahko dvajsetkrat povečal. To je prvič nakazalo možnost, da je fotografija več kot samo stalen zapis tega, kar vidimo z očmi in ponuja metodo, da vidimo več kot z očmi, celo več kot z daljnogledom. Nanj je vplival Nasmyth in leta 1850 je izdelal 13-palčni (330 mm) zrcalni daljnogled. Najprej ga je namestil v Canonburyju, nato pa v Cranfordu v Middlesexu. Z njim je izdelal več lepih in natančnih slik nebesnih teles
Leta 1858 je izdelal fotoheliograf, daljnogled, posebej prirejen za fotografiranje Sonca. Z njim je fotografiranje Sonca postalo vsakdanja stvar. Leta 1860 je v Španiji opazoval popoln Sončev mrk in pokazal, da izhajajo prominence (izbruhi rdečega žara), ki jih vidimo na robu Lunine ploskve ob popolni zatemnitvi, iz Sonca in ne iz Lune. Prvo fotografijo Sončevega mrka je posnel leta 1851 Secchi. De la Ruejeve in Secchijeve fotografije popolnega Sončevega mrka iz leta 1860 pa so prve pomembne za znanost. Odkritje Sončevih prominenc imamo lahko skupaj s Schwabejevo objavo cikla Sončevih peg iz leta 1843 za začetek astrofizike, vede, ki se ukvarja s študijem zgradbe zvezd in fizikalnih procesov v njih. Astrofizika se je prenesla od Sonca na zvezde s spektroskopijo, ki jo je v astronomijo leta 1860 vpeljal Secchi.

## Priznanja

### Nagrade
Kraljeva astronomska družba (RAS) mu je leta 1862 podelila zlato medaljo. Leta 1864 mu je Kraljeva družba za njegovo opazovanje popolnega Sončevega mrka in za izboljšave astronomske fotografije podelila svojo kraljevo medaljo.

### Poimenovanja
Po njem se imenuje udarni krater De La Rue na Luni.